# Asturias de Santillana

División del territorio de la actual Cantabria en merindades de mayor o menor entidad política real durante la Baja Edad Media.

Las Asturias de Santillana son una comarca histórica cuyo territorio se correspondía en su mayor parte con el centro y oeste de la actual comunidad autónoma de Cantabria, así como con el extremo este de Asturias. Abarcaría aproximadamente un territorio situado entre Santander y el concejo de Ribadedeva. Fue conocida también como merindad y se encuentra documentada desde el siglo XIII. Comprendía la parte occidental de Cantabria (salvo Liébana, que se constituía en otra comarca), incluyendo el valle del río Saja y el del río Nansa. Sus límites iban, por la costa, desde el concejo de Ribadedeva hasta el municipio de El Astillero (antiguo Valle de Camargo, a orillas de la bahía de Santander), que da paso a la merindad de Trasmiera. Por el sur llegaba hasta la cordillera Cantábrica. Todos los valles de esta comarca son perpendiculares a la costa.

## Historia
El merino era el representante del rey en esta merindad y vivía en la localidad de Santillana del Mar (actual Cantabria), que era la capital de dicho territorio desde 1209. Para su vivienda se construyó una torre gótica apartada del centro urbano original, creando así un nuevo centro de la villa, de carácter civil, en torno a la torre del merino.
En 1581, luego del pleito de los Nueve Valles, el gobernador pasaba de ser un merino a ser sustituido por la figura de un corregidor, por lo que pasaría a ser la provincia de los Nueve Valles de las Asturias de Santillana.
En el litoral de la merindad se encontraban entonces las localidades de Santillana del Mar, Comillas y San Vicente de la Barquera, y hacia el oeste, los valles del Saja y del Nansa.
Durante la Baja Edad Media y el Antiguo Régimen, las Asturias de Santillana estuvieron dominadas por dos grandes linajes nobiliarios: el de los Mendoza-de la Vega —duques del Infantado y marqueses de Santillana— y el de los Manrique de Lara (marqueses de Aguilar de Campoo y condes de Castañeda).
Algunos de sus municipios se integraron en la provincia de Cantabria de 1778, que se considera el origen territorial de la actual Cantabria. Entre 1785 y 1833 formó parte de la intendencia de Burgos, para integrarse después en la provincia de Santander, que se constituyó en la comunidad autónoma de Cantabria en 1981.
No debe confundirse con las Asturias de Oviedo, con capital en Oviedo.